# Ісламське мистецтво
Ісламське мистецтво — мистецтво народів, які сповідують іслам (мусульманство). Більша частина особливостей ісламського мистецтва прямо чи опосередковано пов’язана з ідеологічною основою культури чи культур мусульманських народів — релігією ісламу (М. Піотровський). Хоча корені цього мистецтва сягають лише VII століття, воно вважається одним з найдавніших мистецтв світу. Поширене не тільки на Аравійському півострові, де історично виник іслам, але й в інших регіонах, де спостерігалася культурна чи військово-політична присутність великих ісламських держав — на значній території від Іспанії до Індії. Шедеври мусульманського мистецтва по праву займають одне з чільних місць у художній скарбниці людства.

## Архітектура

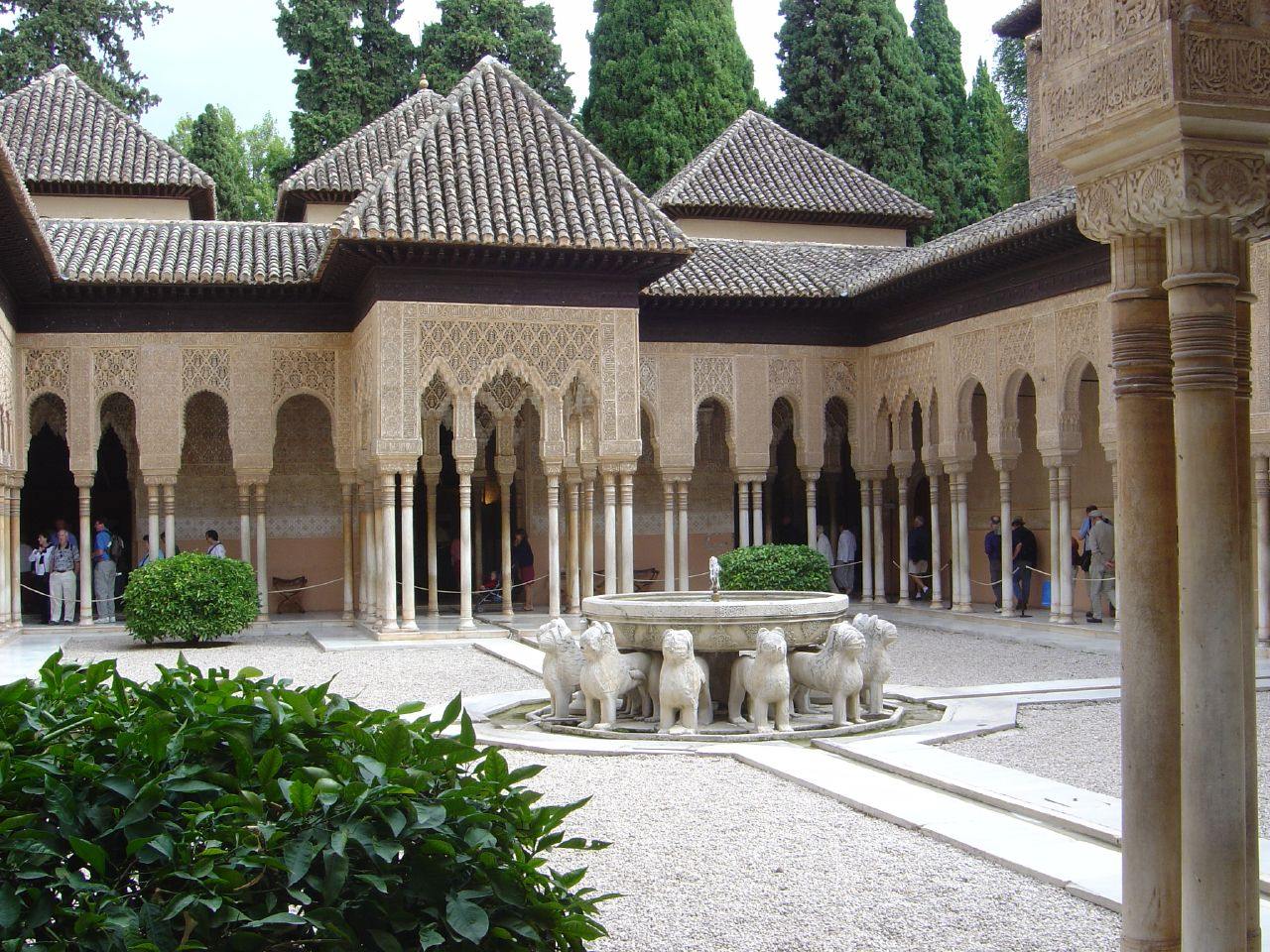
Альгамбра, (Гранада, Іспанія) (XIII - XIV ст.)
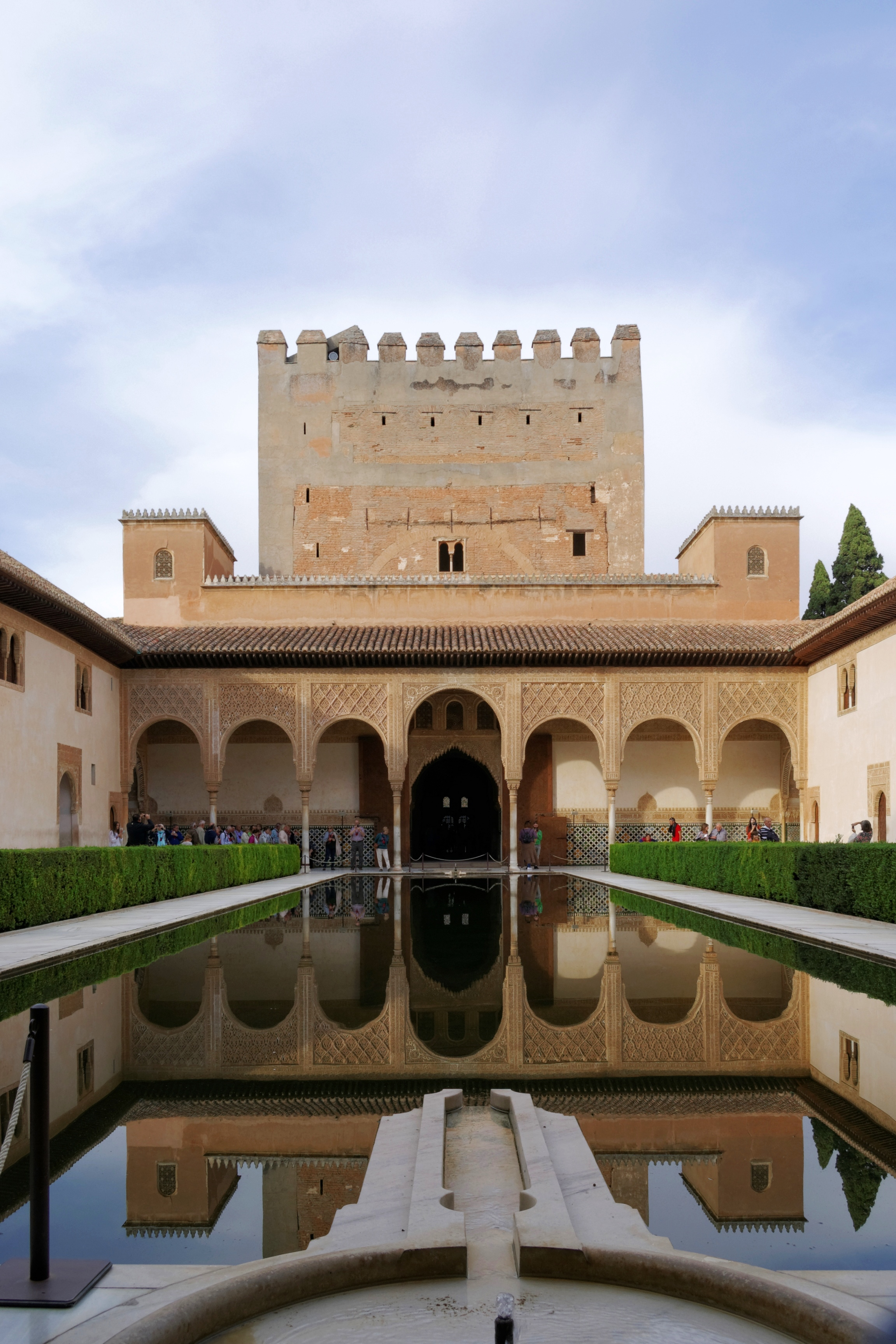
Альгамбра (внутрішній дворик)
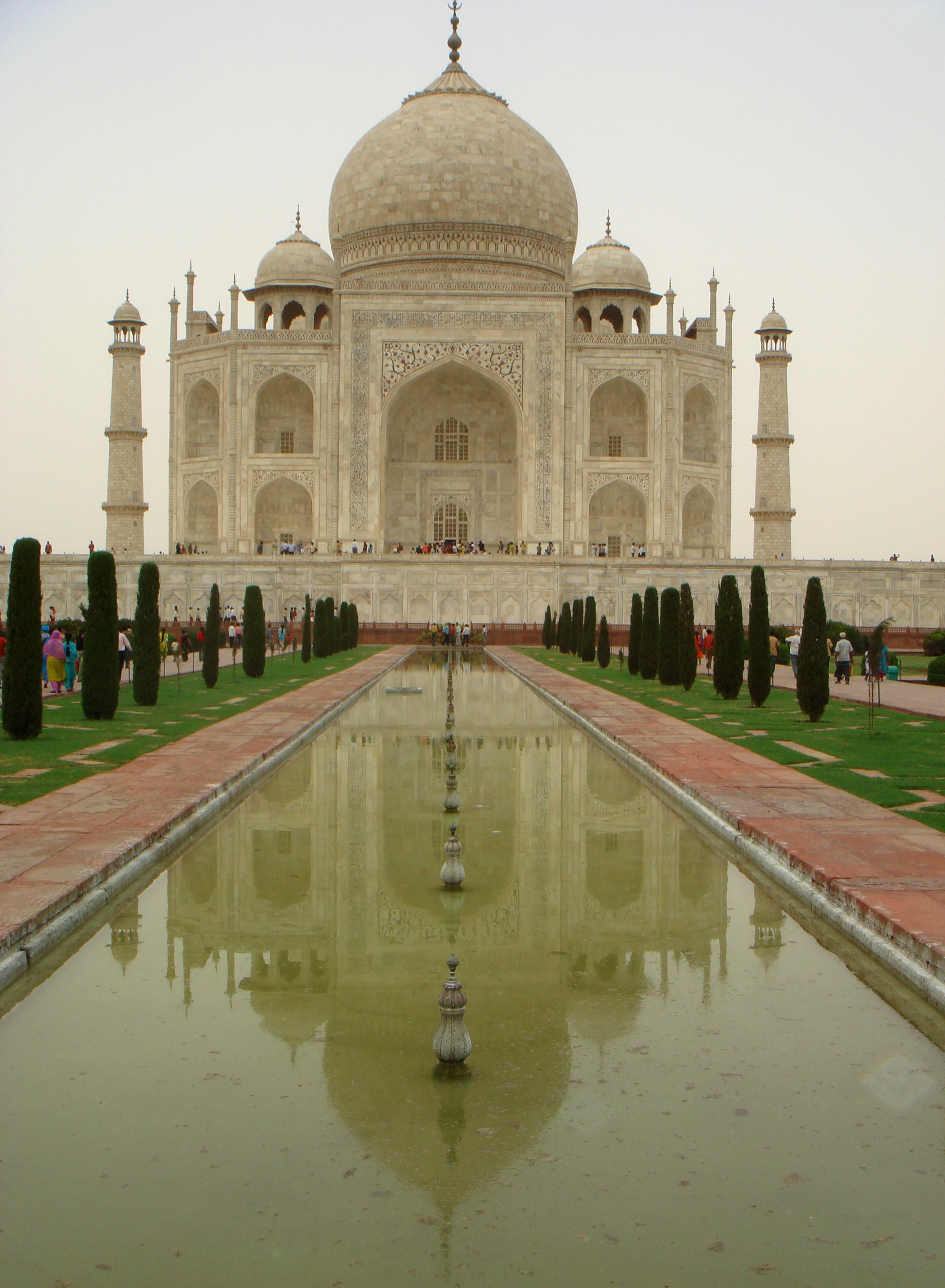
Тадж Махал (XVII ст.) - типовий приклад мусульманської архітектури Індії
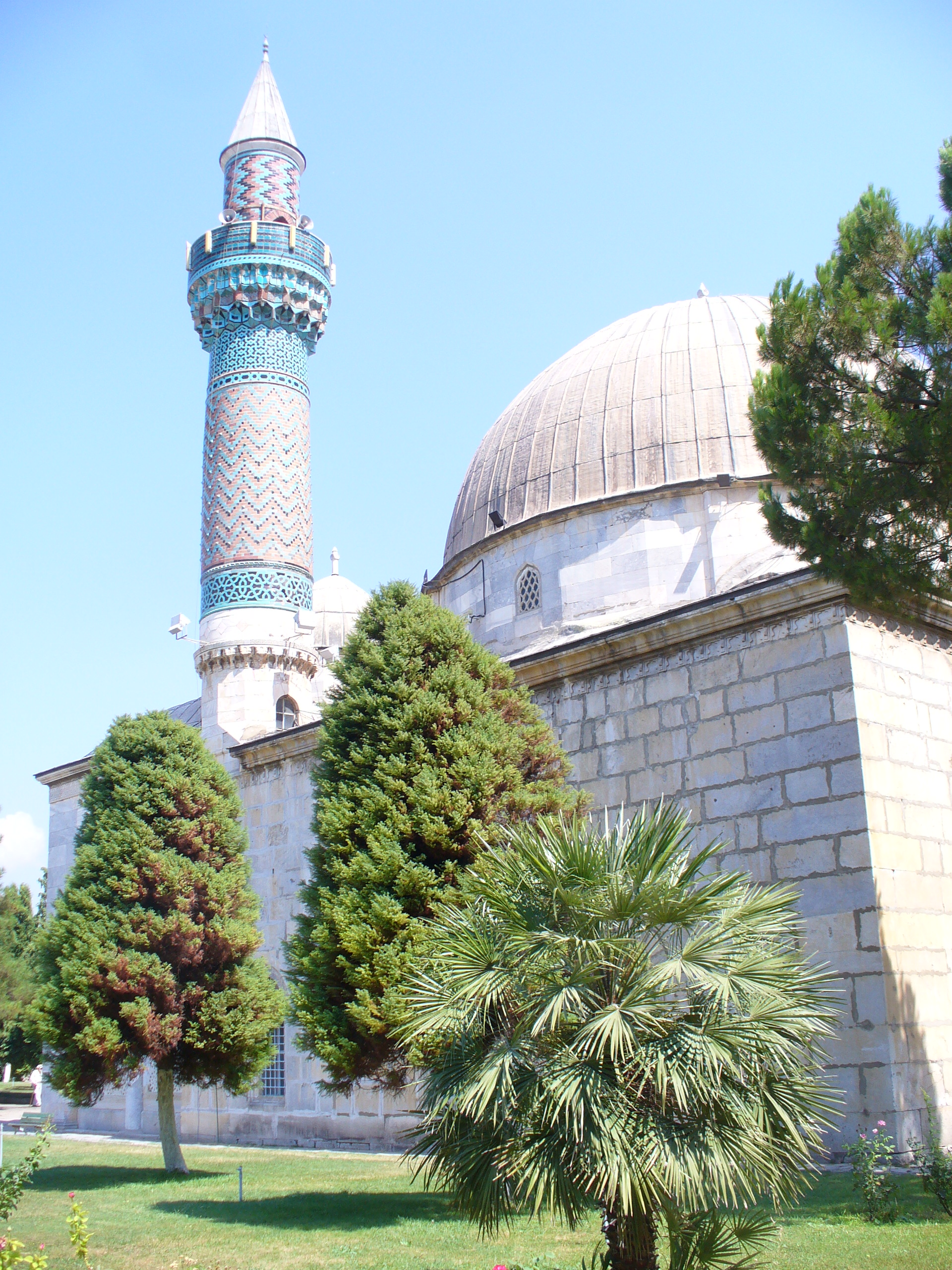
Зелена мечеть (м. Ізник (İznik), провінція Бурса, Туреччина). Побудована 1392 р. Типовий зразок османської культової архітектури
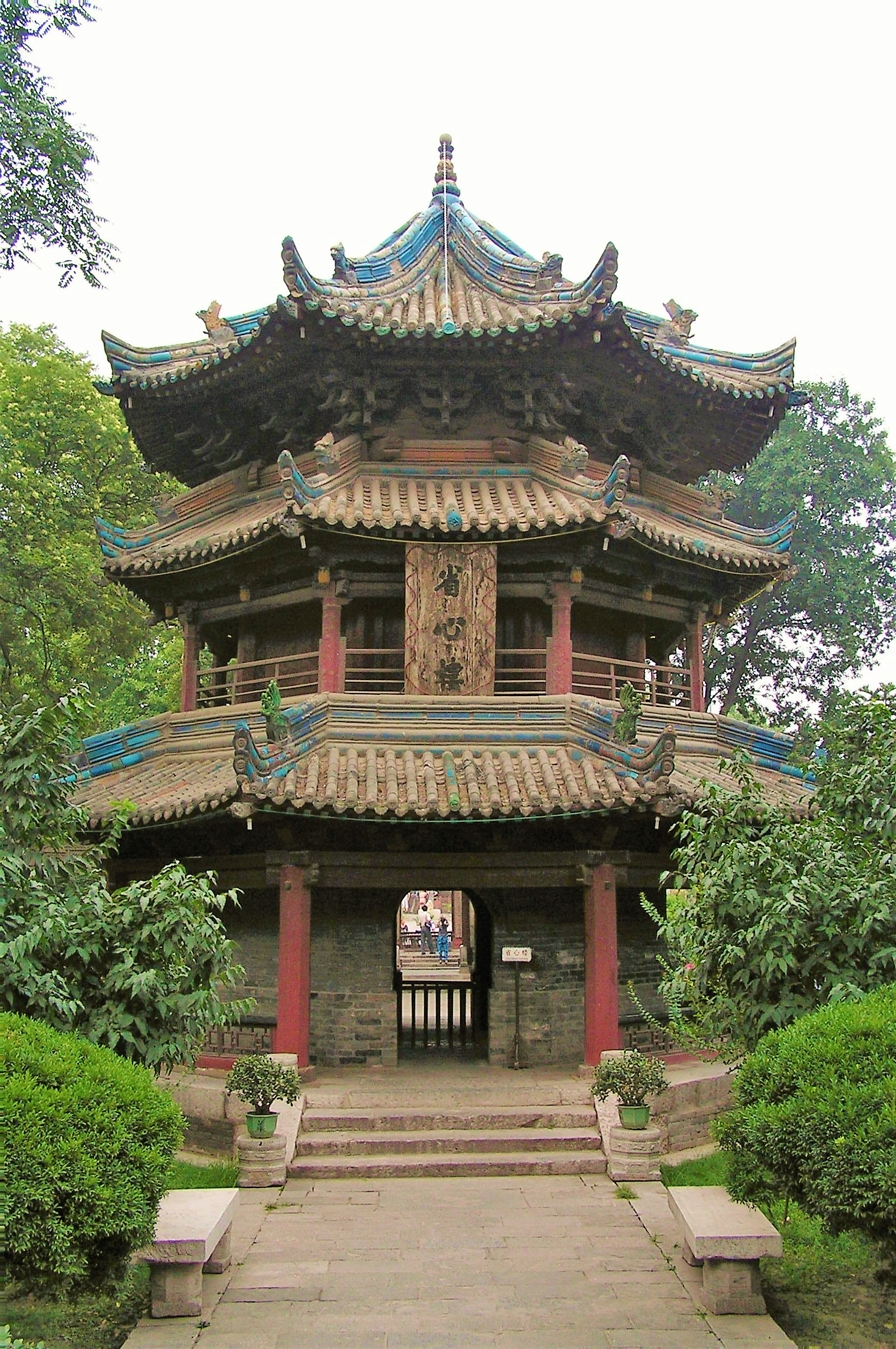
Велика сіанська мечеть (Китай, XIV ст.)
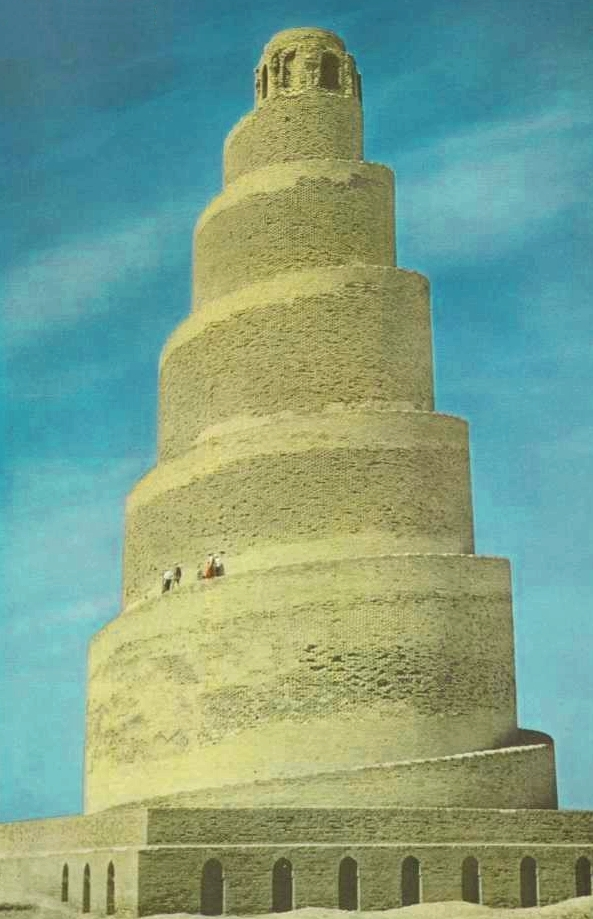
Велика мечеть в Самаррі(Ірак, IX ст.)
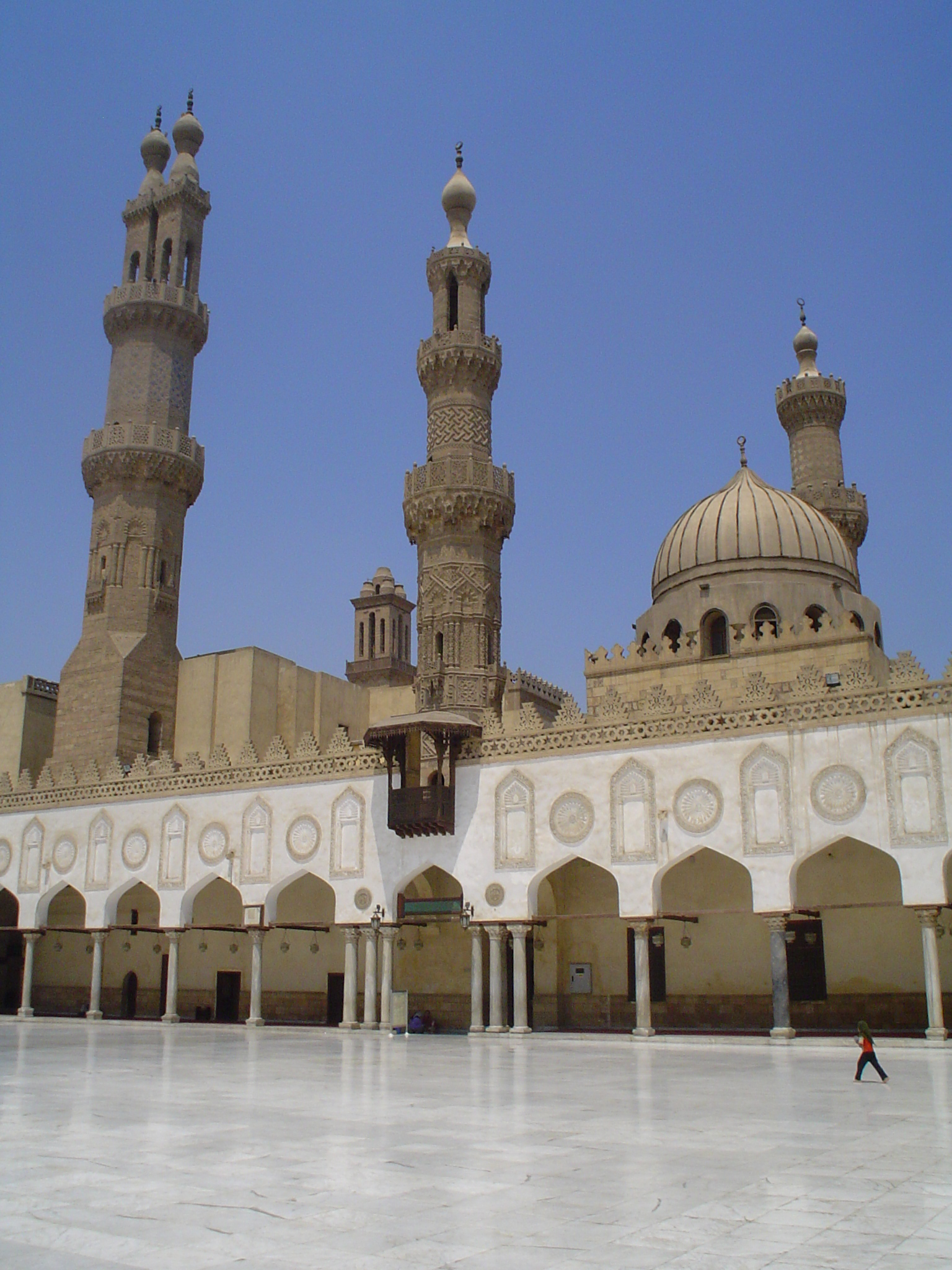
Мечеть Аль-Азхар (Каїр, X ст.)
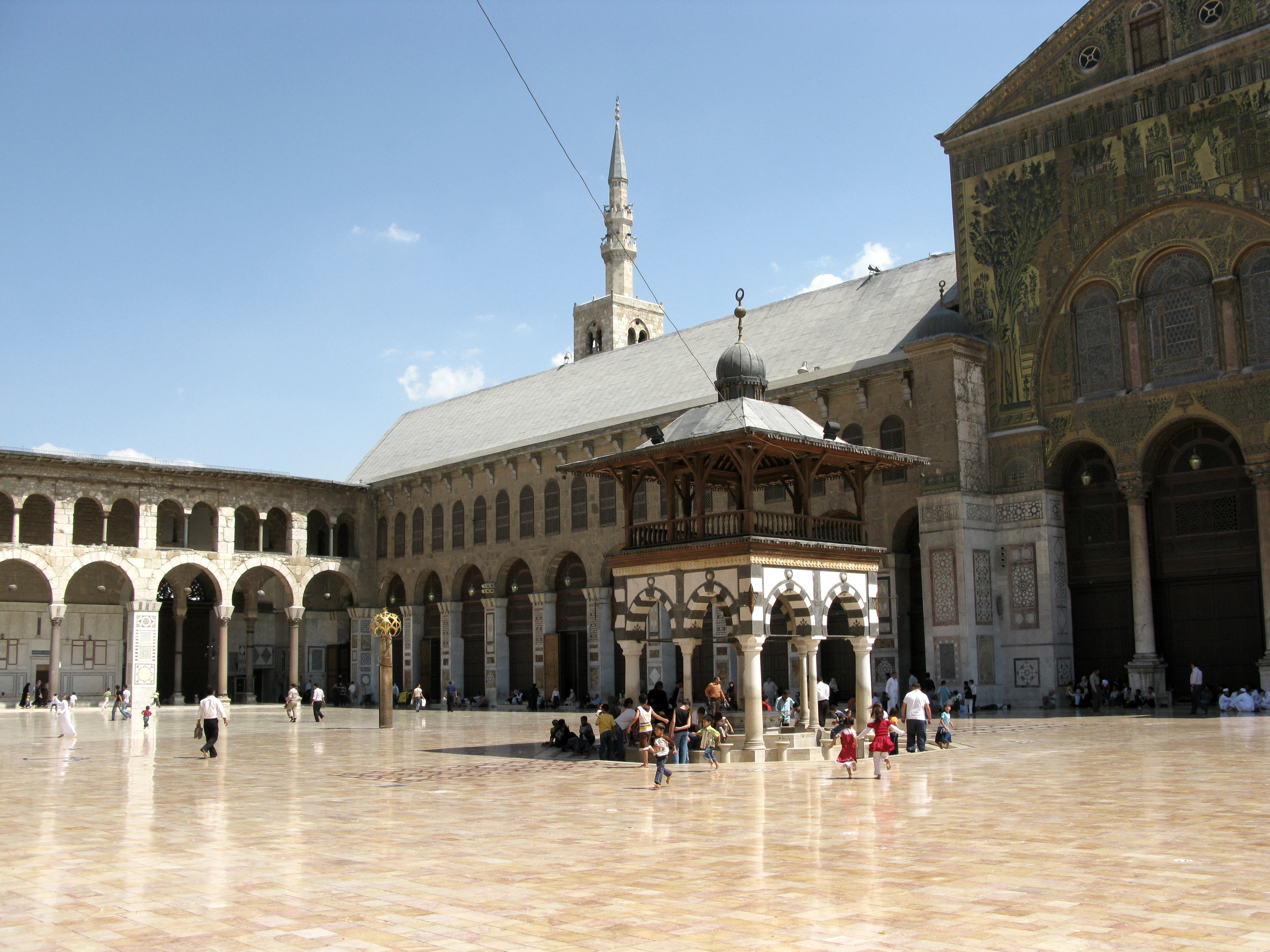
Велика мечеть, або Мечеть Омеядів (Дамаск,Сирія; побудована в 706–715 рр.)

## Декоративно-ужиткове мистецтво

### Кераміка

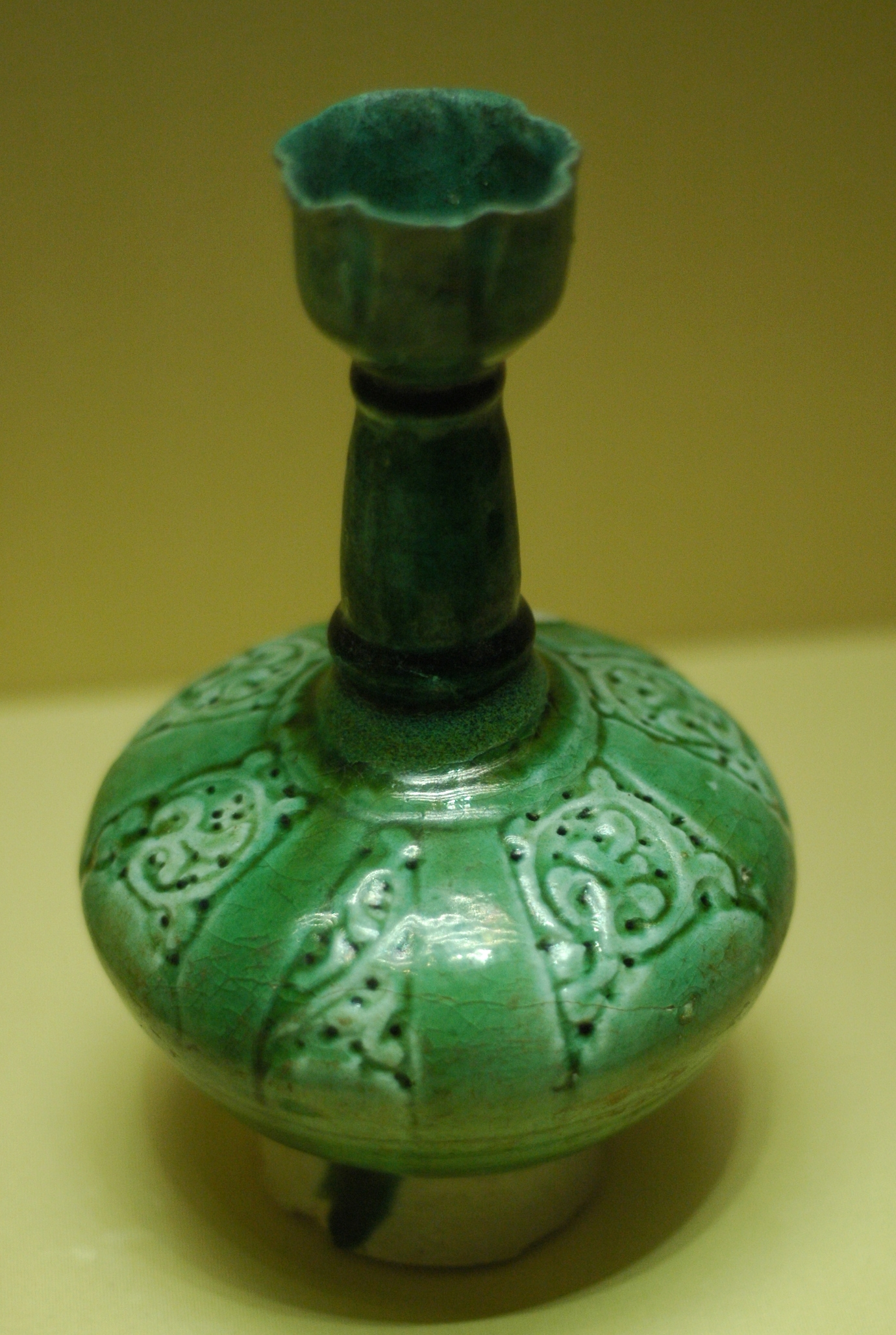
Іранська ваза (ХІІ ст.). Лувр.
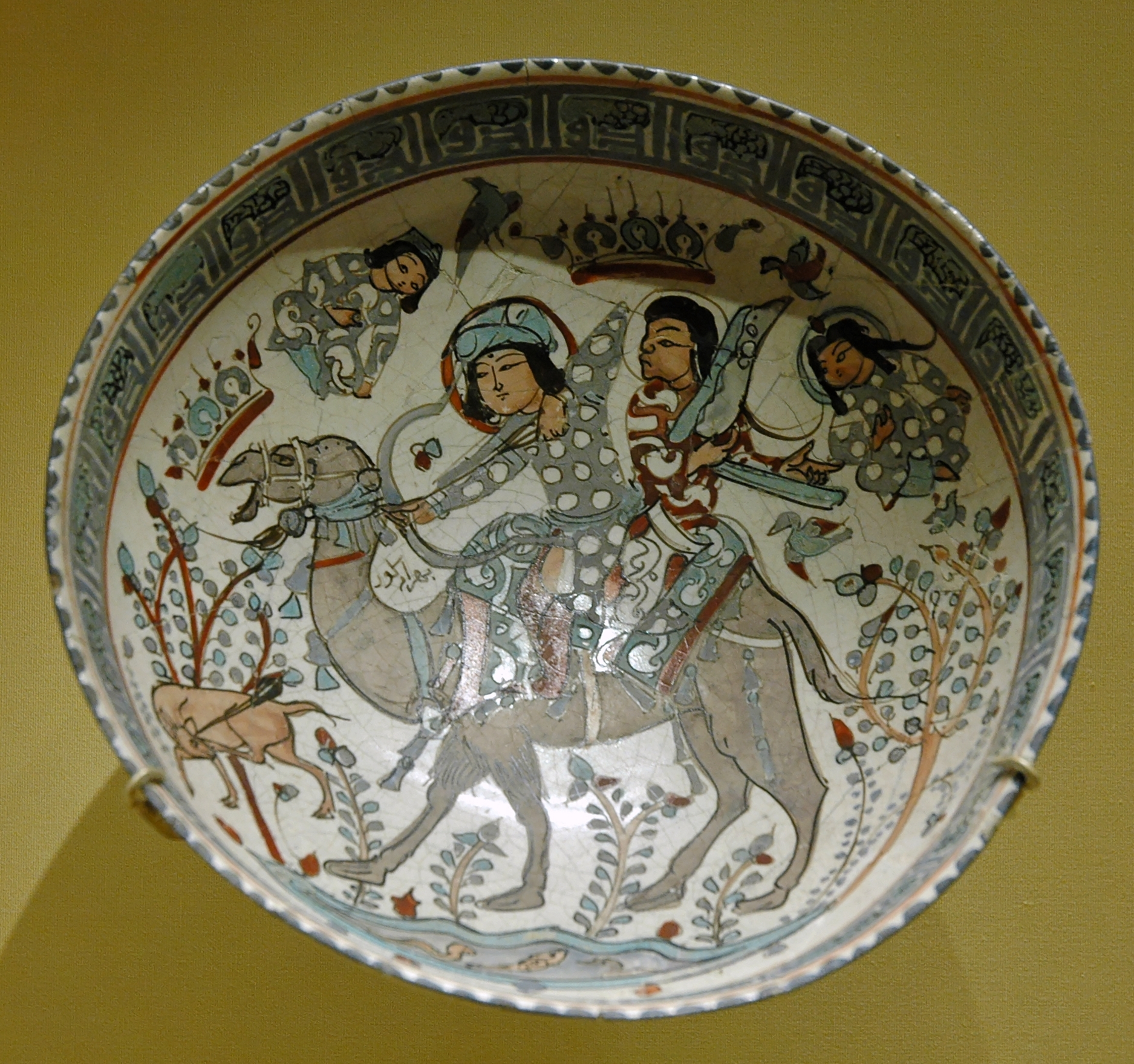
Іранський посуд ХІІ/ХІІІ ст.
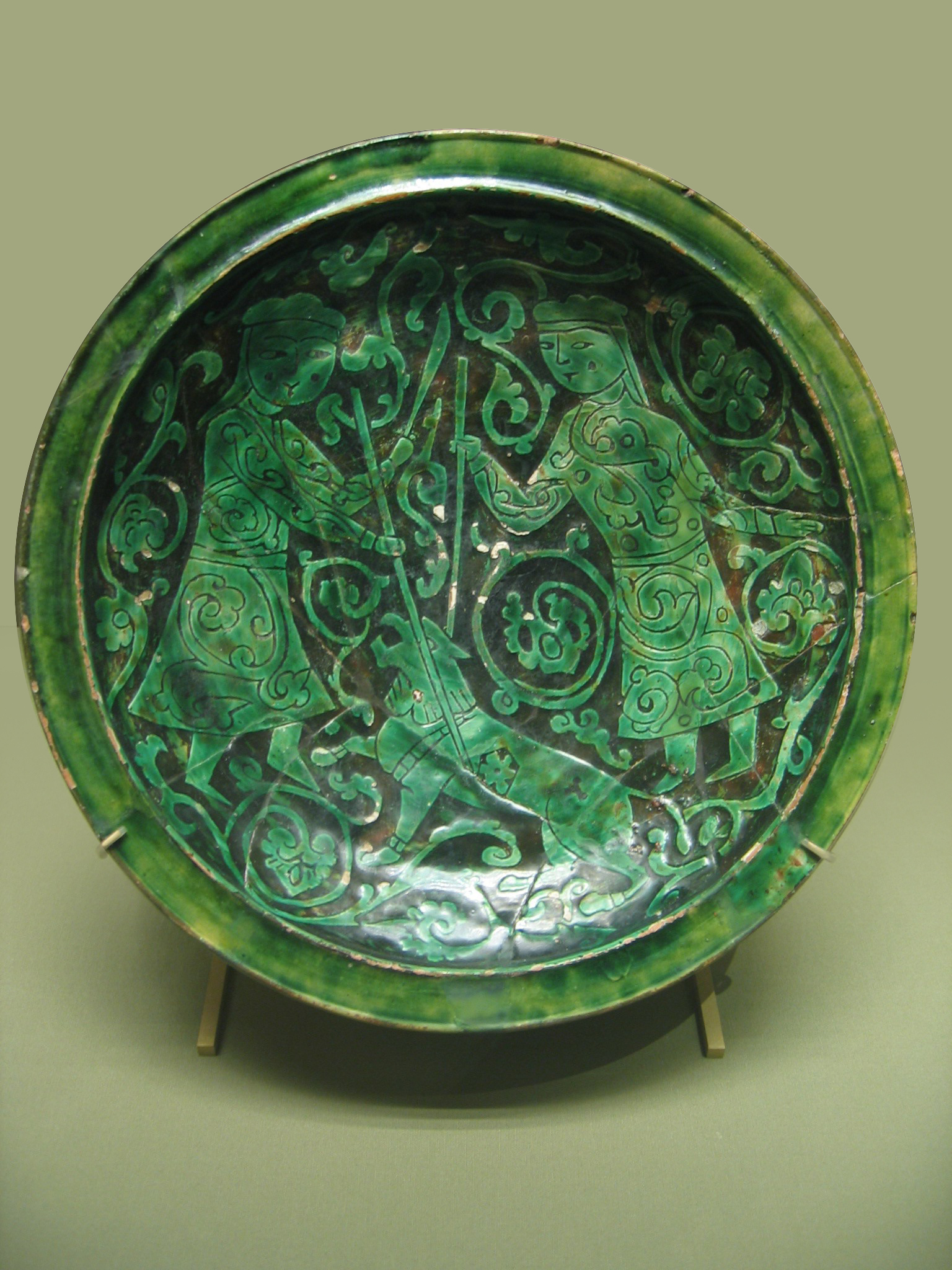
Два парубки на полюванні, перська кераміка, 12-13 ст., Лувр, Париж
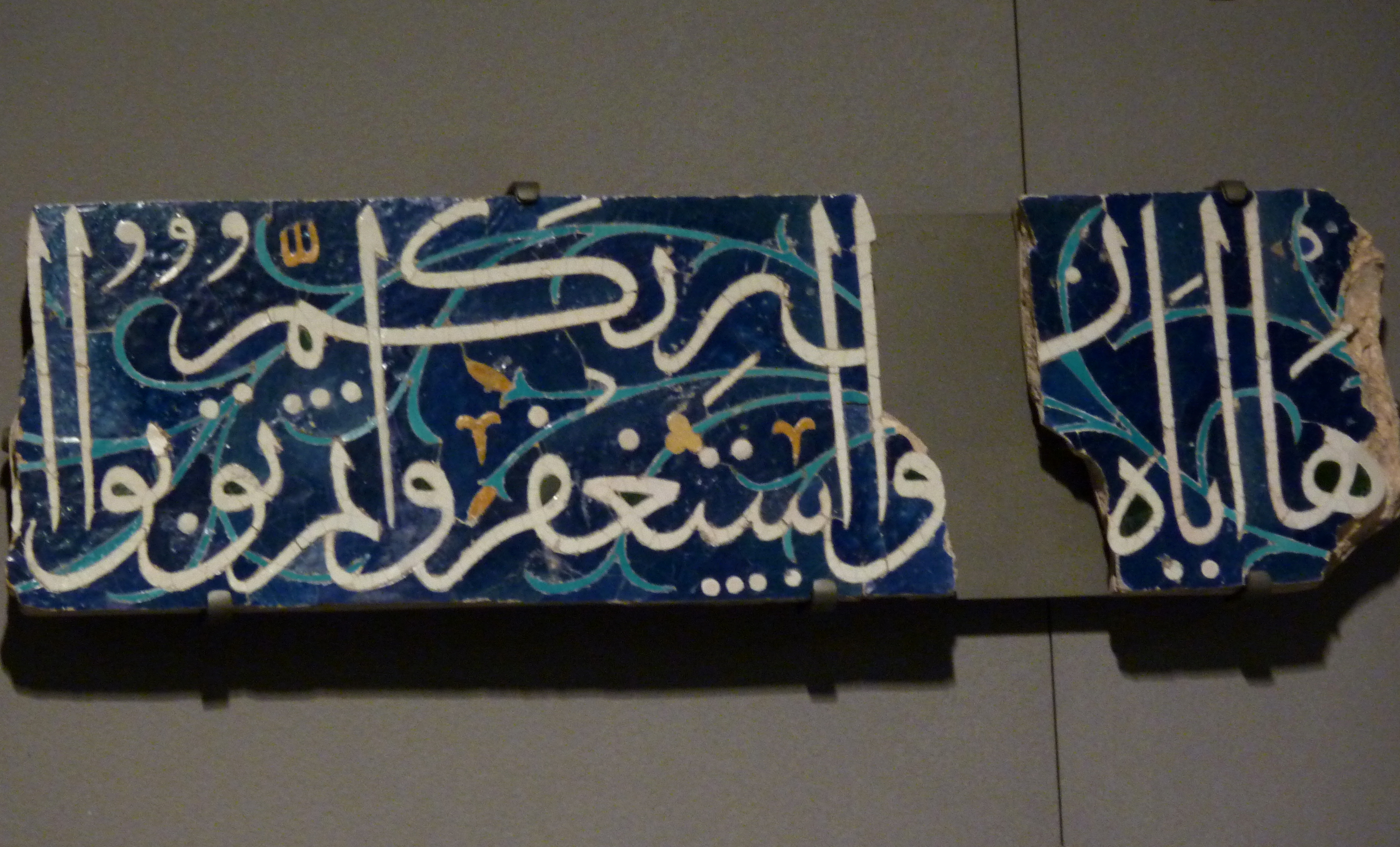
Керамічна смуга з каліграфічним написом, Тебріз, Персія, 15 ст. (близько 1465 р. )
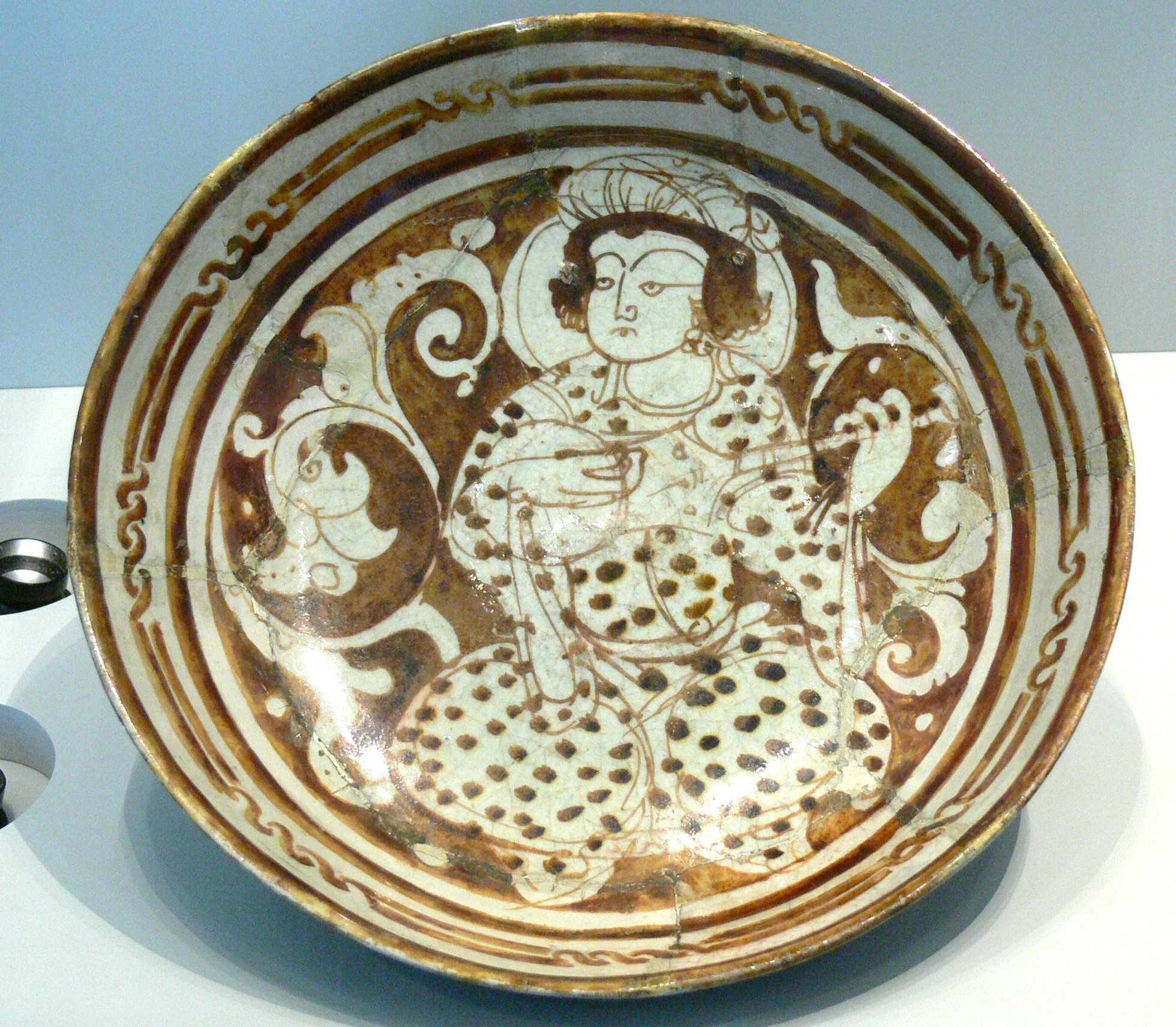
«Перський музи́ка, що грає на ребабі», керамічний центр Рей, Персія, бл. 1506 р., Музей ісламського мистецтва, Берлін.

### Торевтика

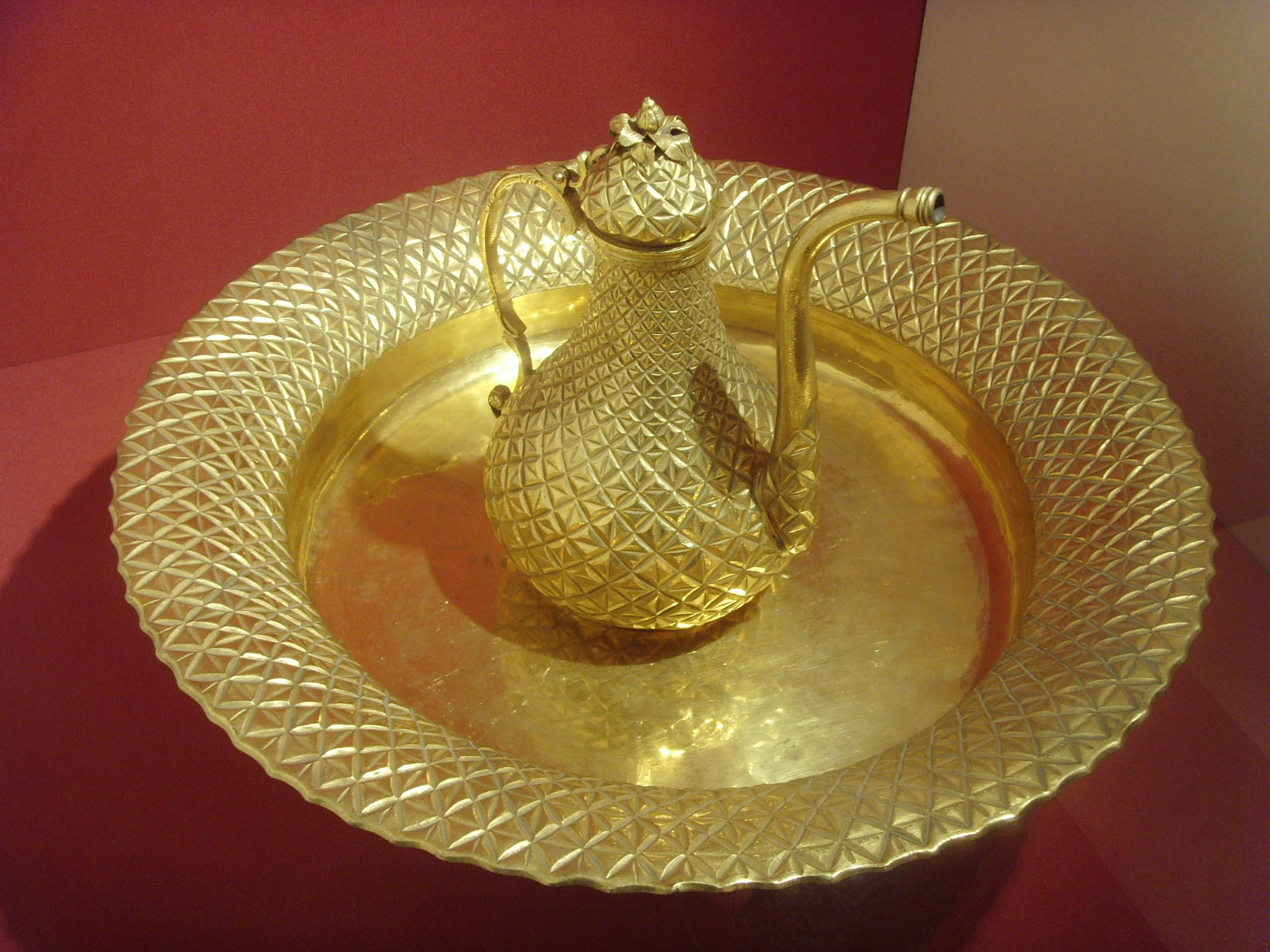
Глечик і блюдце із томпаку; 70-ті рр. ХІХ ст., Туреччина (з експозиції Музею турецького та ісламського мистецтва в Стамбулі)

### Ткацтво та килимарство

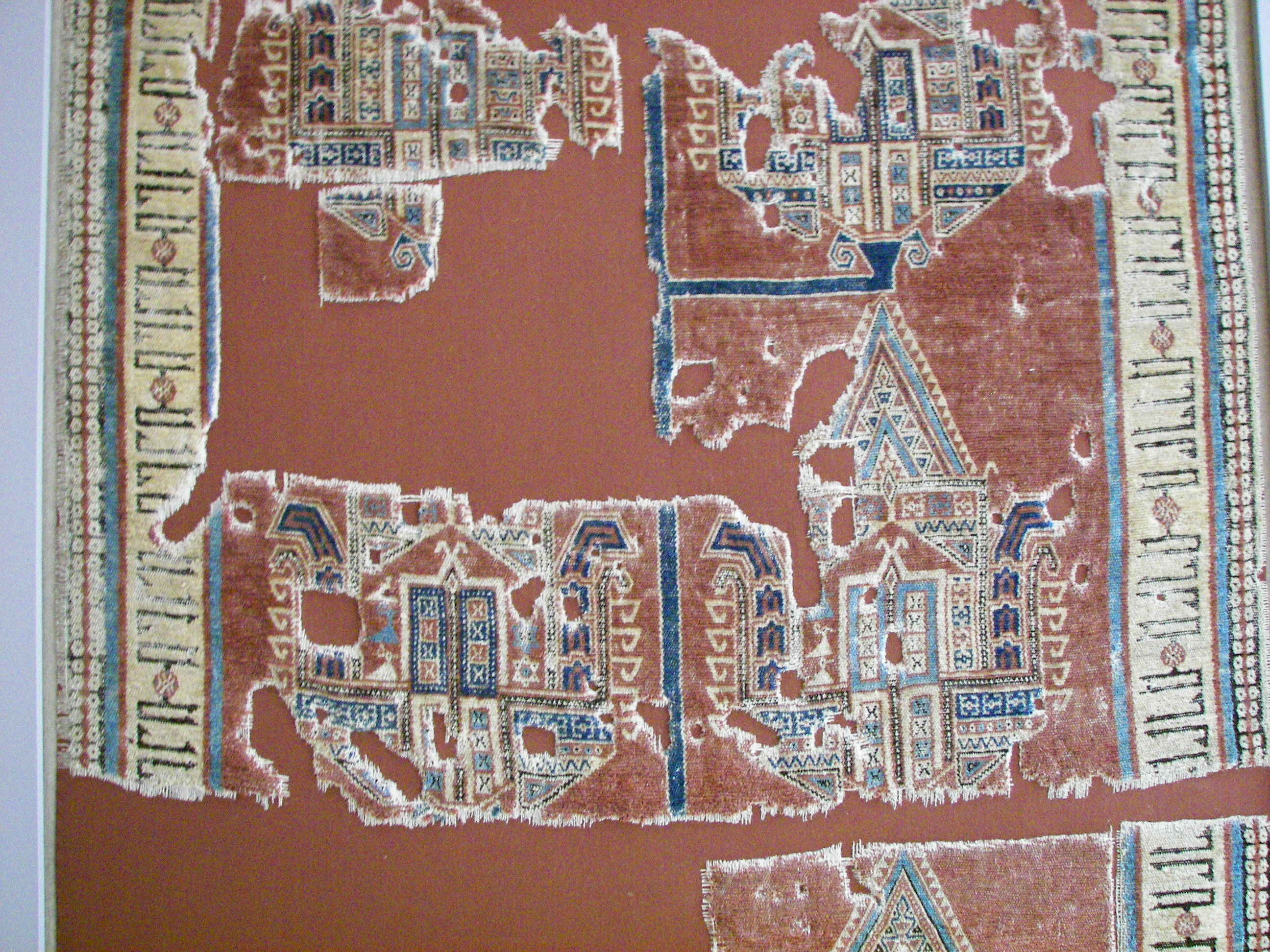
Старий східний килим (з експозиції Музею ісламського мистецтва в Берліні)
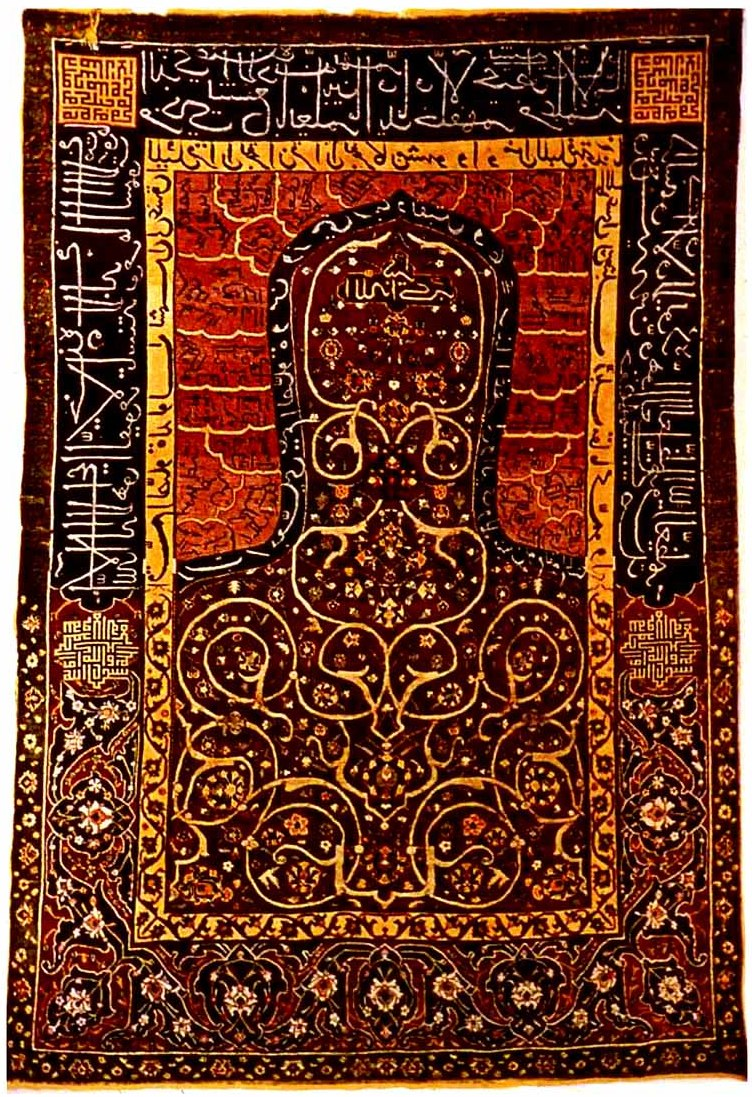
Тебризький килим XV ст.(з приватної італійської колекції)

## Мініатюра

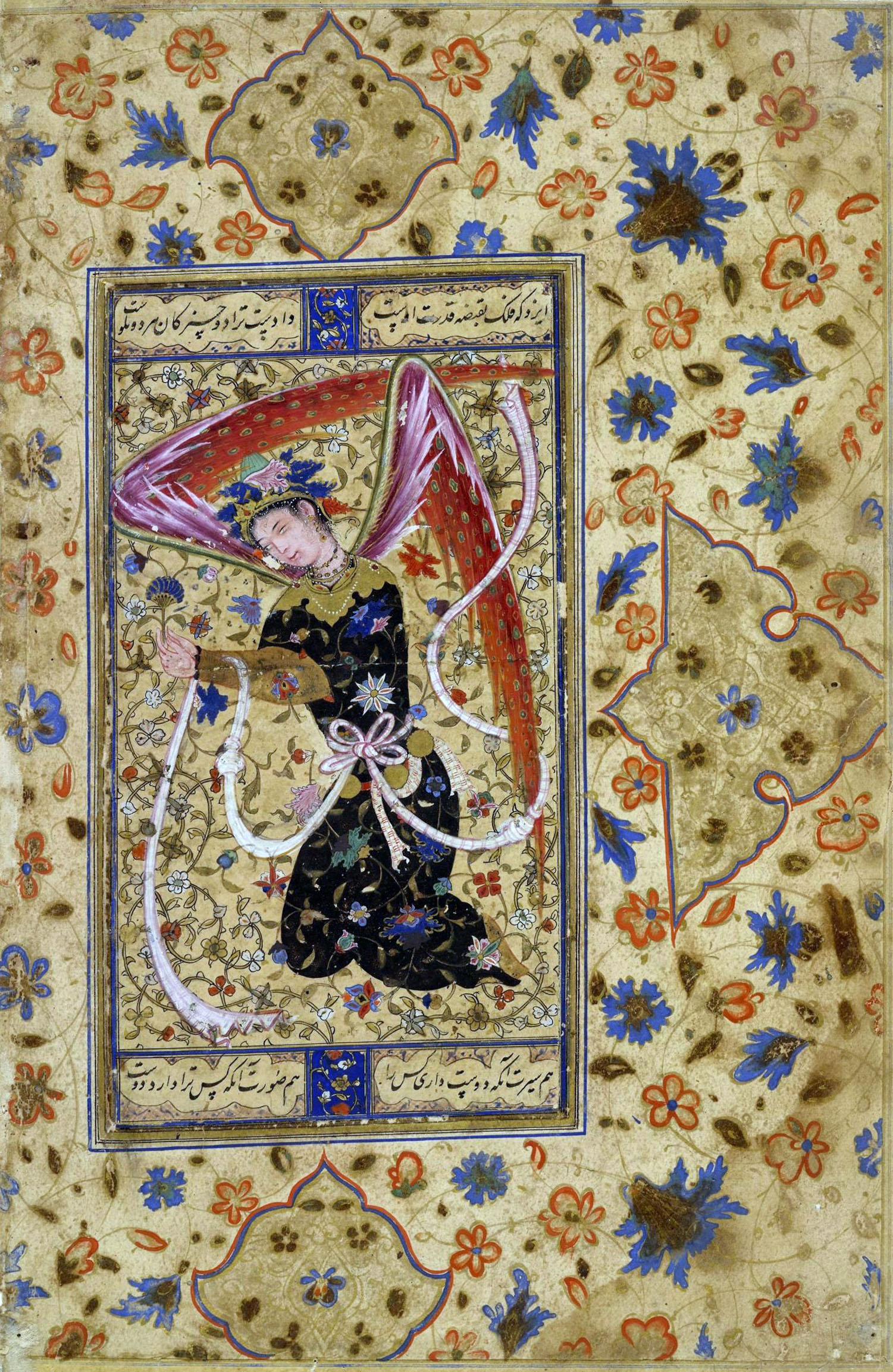
Янгол.Мініатюра з Персії (1555 р.) Британський музей, Лондон.
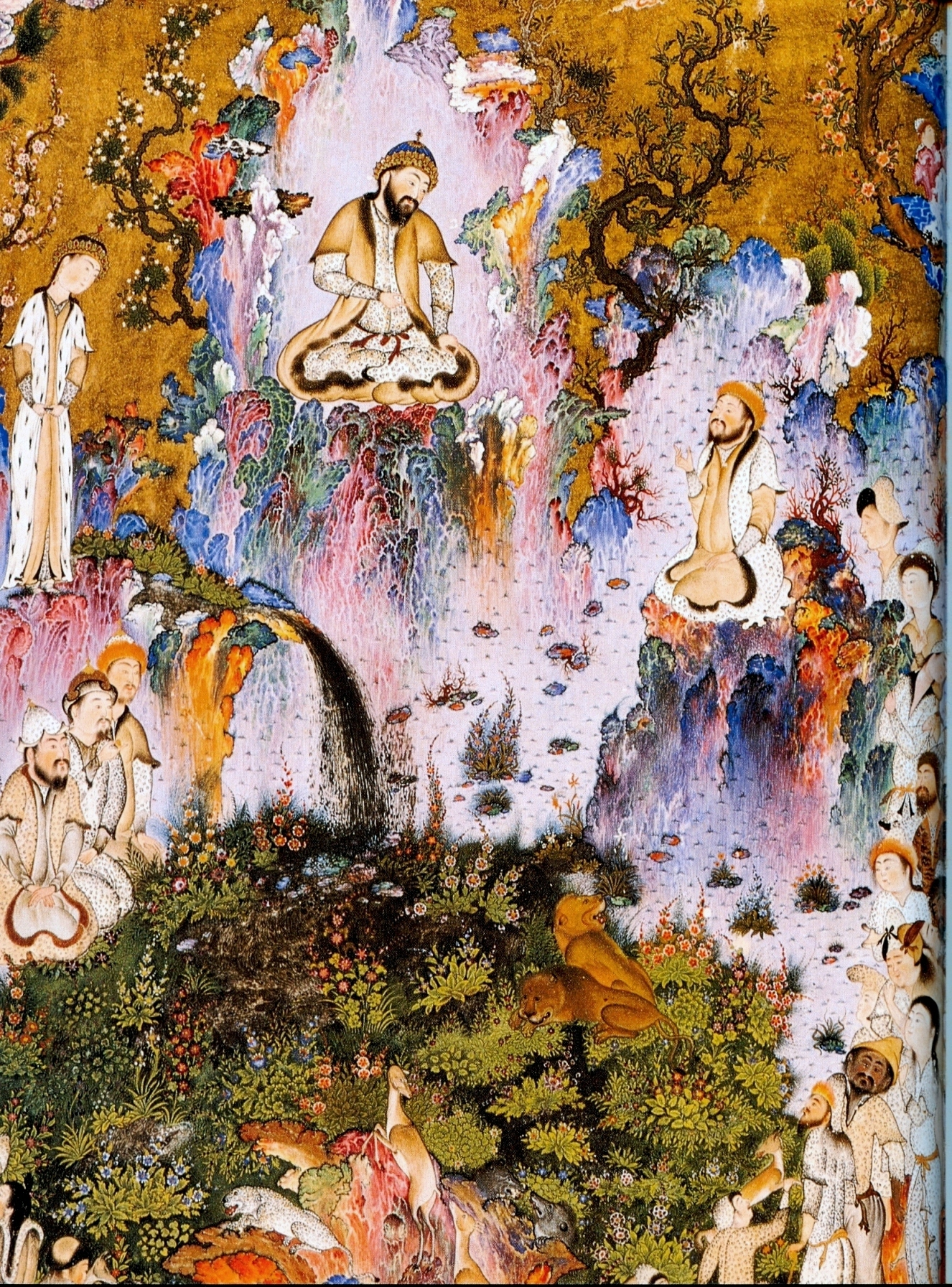
Двір Каюмарса. Мініатюра, деталь «Шахнаме» Фірдоусі. Художник Нізамеддин Султан Мухаммед (XVI ст., 1525—1535 рр.)

## Орнаментика, емаль

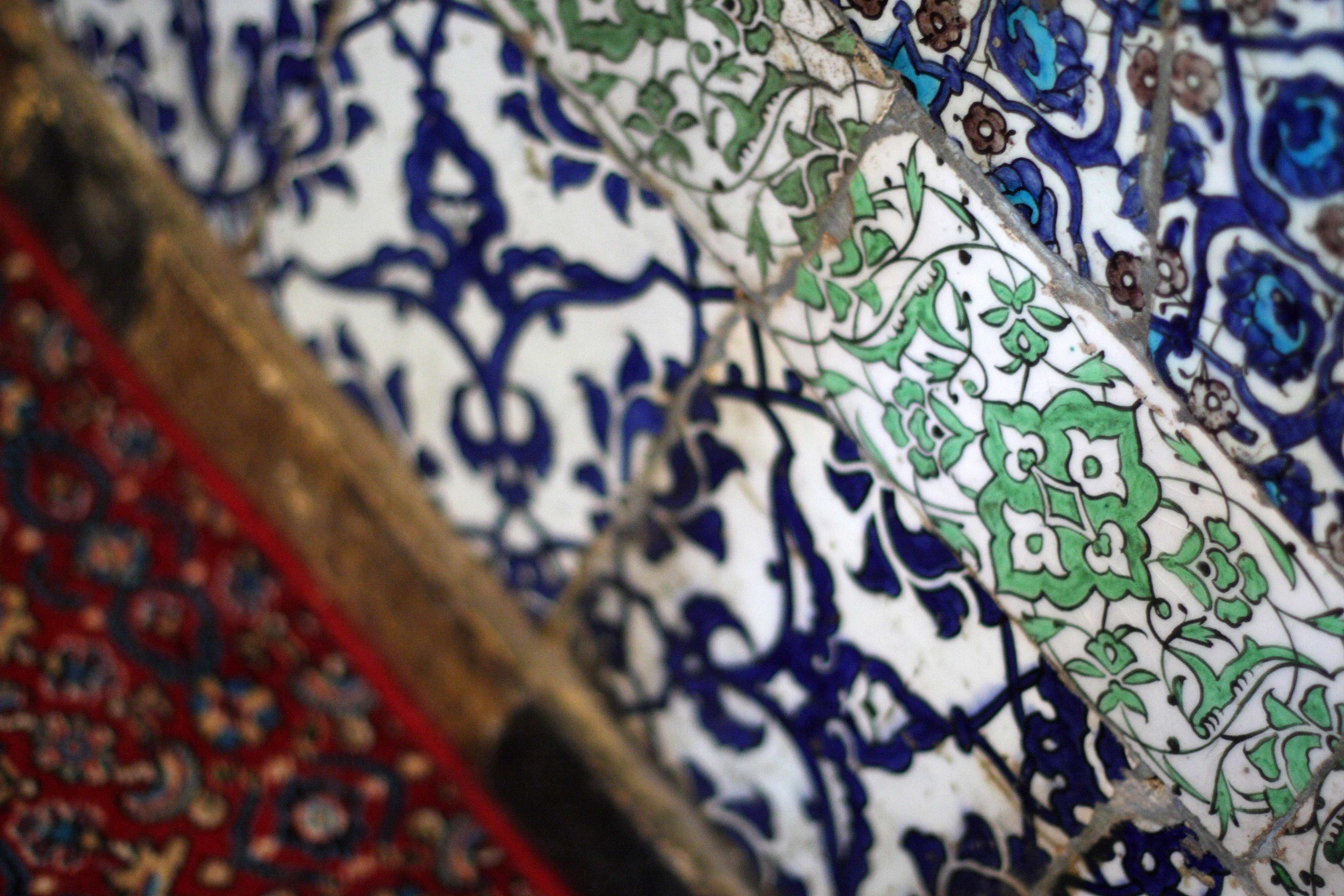
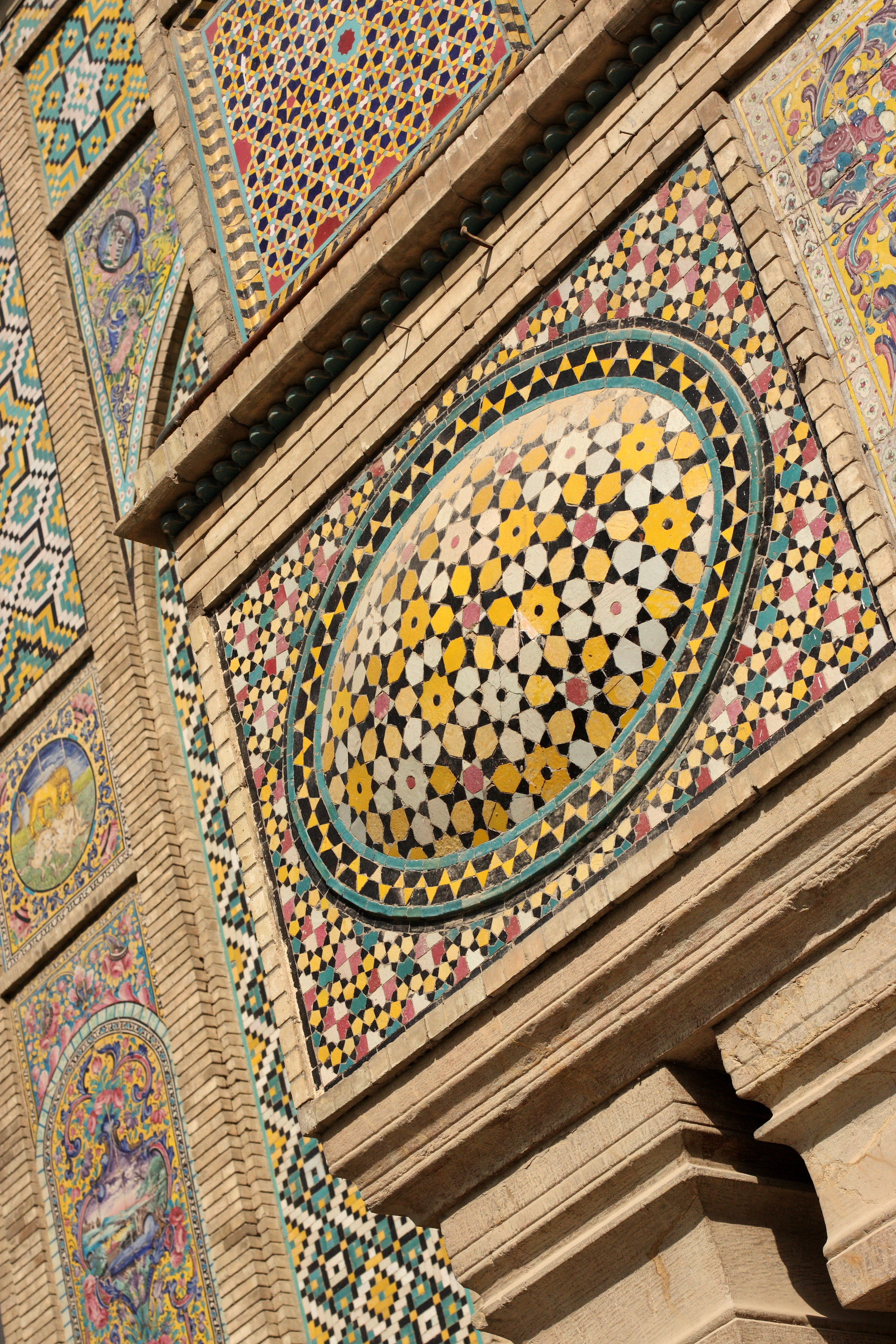